# Comuna Nanov, Teleorman
Nanov este o comună în județul Teleorman, Muntenia, România, formată numai din satul de reședință cu același nume.

## Așezare
Comuna se  află în partea centrală a județului, în Câmpia Găvanu-Burdea, pe malul drept al Vedei.

## Demografie
Componența etnică a comunei Nanov
     Români (90,96%)
     Alte etnii (0,47%)
     Necunoscută (8,56%)
Componența confesională a comunei Nanov
     Ortodocși (90,21%)
     Alte religii (0,81%)
     Necunoscută (8,98%)
Conform recensământului efectuat în 2021, populația comunei Nanov se ridică la 3.585 de locuitori, în scădere față de recensământul anterior din 2011, când fuseseră înregistrați 3.586 de locuitori. Majoritatea locuitorilor sunt români (90,96%), iar pentru 8,56% nu se cunoaște apartenența etnică. Din punct de vedere confesional, majoritatea locuitorilor sunt ortodocși (90,21%), iar pentru 8,98% nu se cunoaște apartenența confesională.

## Istorie
La sfârșitul secolului al XIX-lea, comuna făcea parte din plasa Marginea a județului Teleorman, era alcătuit din cătunele Nanov și Icoana, cu o populație de 728 de locuitori. În comună exista o școală mixtă și două biserici.
Anuarul Socec din 1925 consemnează comuna în plasa Alexandria a aceluiași județ, cu o populație de 709 de locuitori doar în satul Nanov. În anul 1931, comuna devine comună suburbană a orașului Alexandria.
În anul 1950, comuna a trecut în administrația raionului Alexandria al regiunii Teleorman, raion care, doi ani mai târziu, a fost inclus în regiunea București.
În anul 1968, comuna a trecut la județul Teleorman, căpătând actuala formă, contopindu-se cu satul Nanov, și satul Adămești, de la comuna cu aceiași nume, desființată. În 1989, s-a renunțat la conceptul de comună suburbană, iar comuna Nanov a fost subordonată direct județului Teleorman.

## Politică și administrație
Comuna Nanov este administrată de un primar și un consiliu local compus din 13 consilieri. Primarul, Adrian Ghene[*], de la Partidul Național Liberal, este în funcție din octombrie 2020. Începând cu alegerile locale din 2024, consiliul local are următoarea componență pe partide politice:
|  | Partid                    | Consilieri | Componența Consiliului | Componența Consiliului | Componența Consiliului | Componența Consiliului | Componența Consiliului | Componența Consiliului | Componența Consiliului | Componența Consiliului |
|  | ------------------------- | ---------- | ---------------------- | ---------------------- | ---------------------- | ---------------------- | ---------------------- | ---------------------- | ---------------------- | ---------------------- |
|  | Partidul Național Liberal | 8          |                        |                        |                        |                        |                        |                        |                        |                        |
|  | Partidul Social Democrat  | 5          |                        |                        |                        |                        |                        |                        |                        |                        |

## Personalități
- Nicolae Secăreanu (n. 13 iulie 1901 - d. 29 septembrie 1992, București) - cântăreț de operă (bas) și actor român.